# Kassidy Cook
Kassidy Cook (* 9. Mai 1995 in Plantation, Florida) ist eine US-amerikanische Wasserspringerin. Sie startet im Kunstspringen vom 1-m- und 3-m-Brett und im 3-m-Synchronspringen. Cook begann bereits im Alter von vier Jahren mit dem Wasserspringen. Sie startet für den Verein Woodlands Diving Academy und wird von Bob Gunter trainiert.
Cook machte international erstmals im Jahr 2010 auf sich aufmerksam. Sie gewann bei der Junioren-Weltmeisterschaft Gold vom 1-m- und 3-m-Brett und Silber im 3-m-Synchronspringen. Ein Jahr später wurde sie erstmals nationale Meisterin im Erwachsenenbereich. Sie startete bei der Weltmeisterschaft 2011 in Shanghai mit Christina Loukas im 3-m-Synchronspringen und belegte Rang sieben. Bei den Panamerikanischen Spielen 2011 in Guadalajara gewann Cook ihre erste internationale Medaille im Erwachsenenbereich. Im 3-m-Synchronspringen errang sie mit Cassidy Krug Bronze.
Bei den Olympischen Spielen 2024 in Paris gewann sie eine Medaille im Synchronspringen vom 3-m-Brett. Mit Sarah Bacon erzielte sie 314,64 Punkte, womit sie hinter den mit 337,68 Punkten siegreichen Chinesinnen Chen Yiwen und Chang Yani und vor den Britinnen Yasmin Harper und Scarlett Mew Jensen, die mit 302,28 Punkten Platz drei belegten, Zweite wurden und die Silbermedaille gewannen.